# Massuria sreepanchamii
Massuria sreepanchamii là một loài nhện trong họ Thomisidae.
Loài này thuộc chi Massuria. Massuria sreepanchamii được Benoy Krishna Tikader miêu tả năm 1962.